# Ernst Schmoeckel
Ernst Karl Hugo Schmoeckel (* 7. Juni 1900 in Breslau; † nach 1940) war ein deutscher Bankdirektor und Präsident der Industrie- und Handelskammer (IHK) zu Hirschberg.

## Ausbildung und Militärzeit
Als Sohn des Geheimen Regierungsrats Hugo Schmoeckel und seiner Ehefrau Anna von Felgenhauer besuchte er von April 1906 bis Oktober 1909 das Elisabeth-Gymnasium in Breslau. Danach wechselte er zum humanistischen Gymnasium in Hirschberg, wo er im Juni 1918 sein Abitur bestand. Im gleichen Monat wurde er als Fahnenjunker zum Fußartillerie-Regiment Nr. 6 in Breslau zum Kriegsdienst eingezogen.

## Grenzschutz und Banktätigkeiten
Nach dem Besuch der Fahnenjunkerschule in Jüterbog diente er von Januar bis August 1919 beim Grenzschutz in Schlesien und der Provinz Posen. Als er sich im Fach Rechtswissenschaft Ende November 1918 in Berlin an der Universität eingeschrieben hatte, musste er durch den erneuten Dienst beim Grenzschutz sein Studium unterbrechen. So begann er am 1. Oktober 1919 eine Banklehre bei der Darmstädter Bank in deren Filiale in Jelenia Góra (Hirschberg). Im Jahre 1923 erteilte ihm die Bank die Handlungsvollmacht. In die Berliner Zentrale des Kreditbüros der Darmstädter Bank wurde er im Jahre 1928 für mehrere Monate beschäftigt.

## Bankdirektor, Amt in der NSDAP und Präsident der IHK
Nach seiner Rückkehr nach Hirschberg erhielt er im gleichen Jahr Prokura für die Filiale. Zum stellvertretenden Direktor wurde er im Jahre 1930 ernannt. Im Jahre 1932 wurde er Mitglied in der NSDAP. Seine Ernennung zum Bankdirektor erfolgte 1933. Nach der Übernahme der Darmstädter Bank durch die Dresdner Bank leitete er deren Filiale in Hirschberg weiter. Im Jahre 1934 ernannte man ihn zum Kreiswirtschaftsberater der NSDAP für den Kreis Hirschberg. Es folgte seine Berufung als Landesarbeitsrichter.
Im Jahre 1935 wurde er Präsident der Industrie- und Handelskammer zu Hirschberg. In dieser Funktion gehörte er auch dem Beirat der Wirtschaftskammer Schlesien an. Er betätigte sich auch im Verwaltungsrat der Landesplanungsgemeinschaft Schlesien. Im Aufsichtsrat der Schlesischen Zellwolle AG nahm er die Position eines stellvertretenden Vorsitzenden ein.

## Tätigkeit in Polen
Im Jahre 1940 wurde er zum zweiten Direktor der Dresdner Bank in deren Vertretung in Kattowitz, die Max Bardroff leitete. Seine Aufgabe bestand dort darin, die Angelegenheiten von Großkrediten zu bearbeiten. Weiterhin wurde er mit der Verbindung zum Leiter der Haupttreuhandstelle Ost (HTO) in Kattowitz Arthur Jakob betraut, der dort auch als Gauwirtschaftsberater eingesetzt war.
Eine weitere Aufgabe nahm Schmoeckel als Mitglied im Bezirkskreditausschuss der Reichswirtschaftshilfe für Oberschlesien in Kattowitz wahr. Er sollte dort die Interessen der Dresdner Bank bei der Vergabe von Großkrediten an Unternehmen vertreten, die unter Aufsicht der HTO standen. Allerdings war der Einfluss der Deutschen Bank so groß, dass die Dresdner Bank oft das Nachsehen hatte. Eine Beschwerde bei Max Winkler wegen dieser Bevorzugung der Deutschen Bank blieb erfolglos. Die Kompetenz der Vergabe der Kredite würde allein bei der Vertretung der HTO in Kattowitz liegen.